# Jorge Brítez
Jorge Brítez (Villarrica, 8 febbraio 1981) è un calciatore paraguaiano, centrocampista del Club Rubio Ñu.

## Palmarès

### Club

#### Competizioni nazionali
- Campionato paraguaiano: 2

Libertad: 2002
Cerro Porteño: Apertura 2009
- Campionato israeliano: 1

Maccabi Haifa: 2003-2004